# コウキョアケハダニ
コウキョアケハダニ（Eotetranychus palatiensis）は東京都千代田区の皇居の敷地内で発見された植物に寄生するアケハダニの一種で体長0.5ミリ未満。2009年から2013年度にかけて流通経済大学の後藤哲雄教授らが行った「皇居の生物相調査第Ⅱ期」という調査で採集され、2019年2月に国際的な分類学の専門雑誌『Zootaxa』に発表された。日本国内でアケハダニ属の新種が見つかったのは10年ぶりのことであった。